# زاریس‌لی
زاریس‌لی (ترکی آذربایجانی: Zarıslı) یک منطقهٔ مسکونی در جمهوری آرتساخ است که در استان شوشی واقع شده‌است.